# 克羅埃西亞郵政

克羅埃西亞郵政（HP-Hrvatska pošta d.d.），成立於1999年，是克羅埃西亞的一家國有企業，也是克羅埃西亞的國家郵政企業。除了郵政之外，克羅埃西亞郵政發行克羅埃西亞郵票，並且提供銀行等服務。

## 外部連結
- 官方网站
- Hakom - Croatian Post and Electronic Communications Agency - Annual business report for 2012 （页面存档备份，存于）